# Filtrum

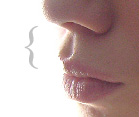
De accolade geeft de lengte van het filtrum aan.

Het filtrum (Grieks: philtron, "liefdesdrank") is de verticale sleuf in de bovenlip, bij mensen in de embryonale fase gevormd wanneer het nasomediale (vorming van de neusbeenderen) en het maxillarische proces elkaar ontmoeten. Als er hierbij wat misgaat kan een gekloofde lip ontstaan, ook wel schisis of hazenlip genoemd.
De oude Grieken beschouwden dit plekje als een erogene zone, vandaar de etymologie.
De meeste zoogdieren hebben ook een filtrum. 

## Functie

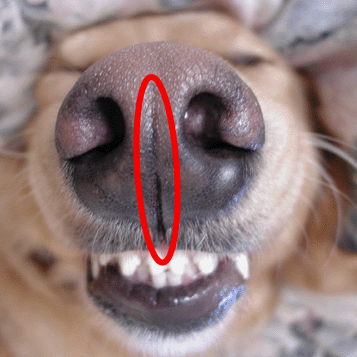
Filtrum bij een hond

In de meeste zoogdieren is het filtrum een smalle groef die via capillaire werking vocht verplaatst vanuit de mond naar de neus, teneinde de neus nat te houden. Een natte neus kan geurdeeltjes beter vasthouden dan een droge neus. Het filtrum draagt daarom bij aan de reukzin. Bij mensen en andere primaten heeft het filtrum die functie niet meer; het is een restant van de evolutie. 

## Afwijkingen
Een afgeplat filtrum kan bij mensen wijzen op het aangeboren foetaal alcoholsyndroom of op het door een genetische afwijking veroorzaakte syndroom van Prader-Willi.

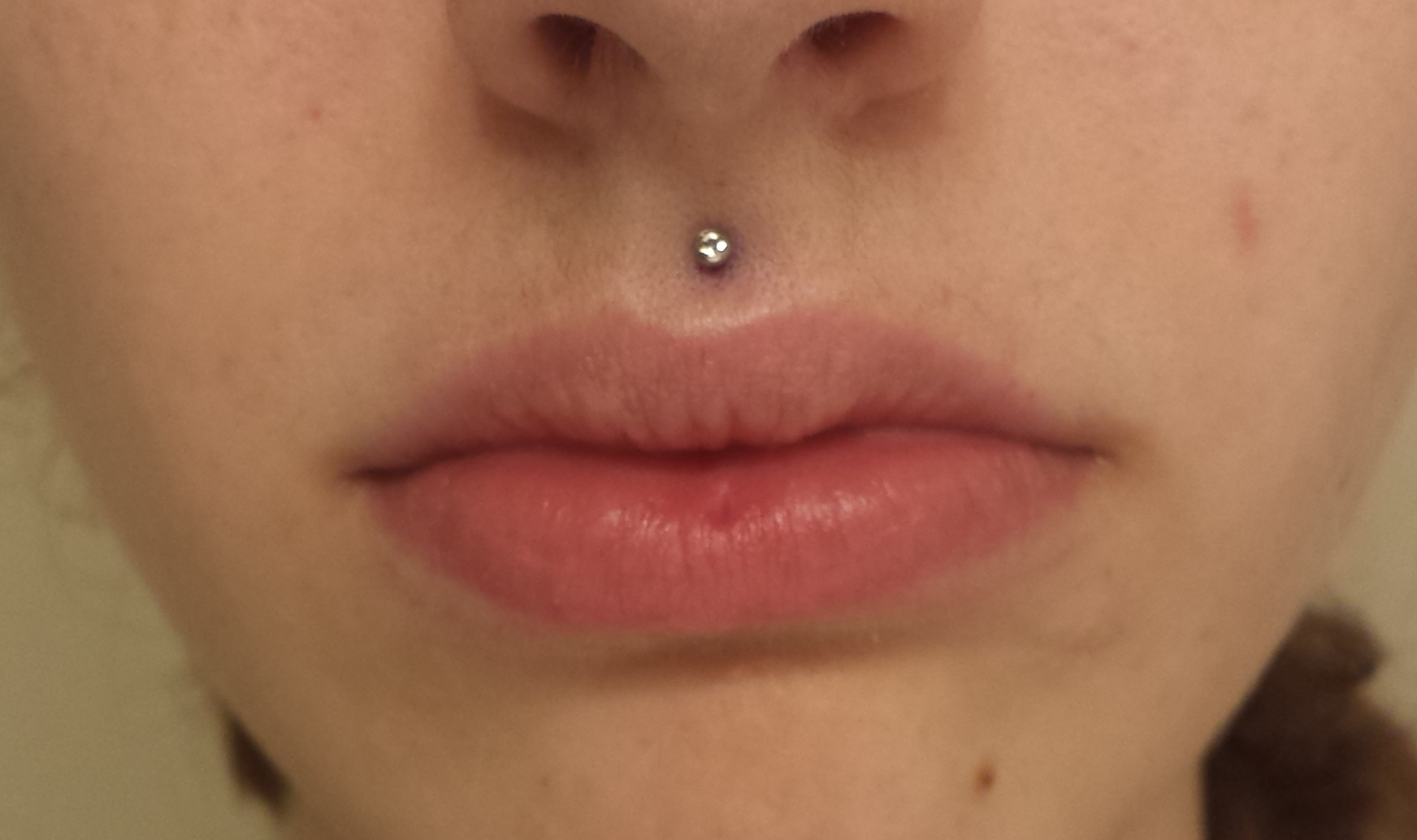
Een piercing door het filtrum

## Folklore
Volgens de Joodse Talmoed (boek Niddah 30b), zou God een Engel naar elke  baarmoeder zenden die de baby alle wijsheid gaf die menselijkerwijze kan verworven worden. Net voordat de baby het licht ziet, raakt de Engel de baby tussen de bovenlip en de neus, dus op het filtrum,  en alles wat de baby leerde is op slag vergeten.